# Danny Hodge

Zawodnik Oklahoma Sooners

Danny Hodge, właśc. Daniel Allen Hodge (ur. 13 maja 1932 w Perry, zm. 25 grudnia 2020 tamże) – amerykański zapaśnik walczący w stylu wolnym i bokser. Dwukrotny olimpijczyk. Zdobył srebrny medal w Melbourne 1956 i był dziewiąty w Helsinkach 1952. Walczył w kategorii do 79 kg.
Uczestnik zawodowych walk NWA we wrestlingu, a także amatorski i zawodowy bokser.
Zawodnik Perry High School i University of Oklahoma. Trzy razy All-American w NCAA Division I (1955–1957). Pierwszy w 1955, 1956 i 1957. Zdobył też tytuł „Outstanding Wrestler” w 1956 i 1957.

## Letnie Igrzyska Olimpijskie 1952
| Konkurencja      | Rundy eliminacyjne      | Rundy eliminacyjne        | Rundy eliminacyjne     | Klas. końcowa |
| Konkurencja      | Przeciwnik I            | Przeciwnik II             | Przeciwnik III         | Miejsce       |
| ---------------- | ----------------------- | ------------------------- | ---------------------- | ------------- |
| 79 kg styl wolny | Mohamed Hussain (EGY) Z | Dawid Cimakuridze (URS) P | Bengt Lindblad (SWE) P | 9.            |

## Letnie Igrzyska Olimpijskie 1956
| Konkurencja      | Rundy eliminacyjne      | Rundy eliminacyjne    | Rundy eliminacyjne     | Rundy eliminacyjne  | Rundy eliminacyjne      | Rundy eliminacyjne         | Klas. końcowa |
| Konkurencja      | Przeciwnik I            | Przeciwnik II         | Przeciwnik III         | Przeciwnik IV       | Przeciwnik V            | Przeciwnik VI              | Miejsce       |
| ---------------- | ----------------------- | --------------------- | ---------------------- | ------------------- | ----------------------- | -------------------------- | ------------- |
| 79 kg styl wolny | George Farquhar (GBR) Z | Viljo Punkari (FIN) Z | William Davies (AUS) Z | Abbas Zandi (IRI) Z | Nikoła Stanczew (BUL) P | Georgij Szirtladze (URS) Z | 2.            |

## Boks i wrestling

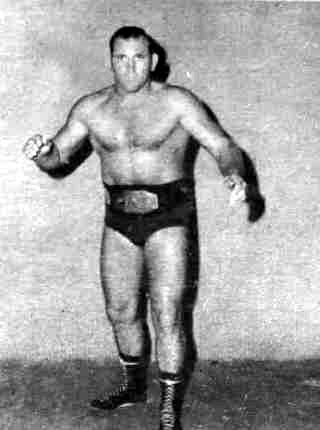
Hodge (początek lat 70. XX wieku)

W październiku 1959 debiutował we wrestlingu. Jego trenerami byli Leroy McGuirk i Ed „Strangler” Lewis. W czasie kariery zawodowego zapaśnika Hodge zdobył kilka tytułów mistrzowskich federacji National Wrestling Alliance (NWA). W 2007 został wprowadzony do Professional Wrestling Hall of Fame and Museum. W 2005 i 2012 pojawiał się okazyjnie podczas odcinków WWE Raw nagrywanych w Oklahomie (u boku komentatora Jima Rossa). Bret Hart określił Hodge’a jednym z największych zapaśników we wrestlingu i zapasach amatorskich jaki kiedykolwiek istniał.
Hodge był również pięściarzem – stoczył 17 walk amatorskich (12 wygrał przez nokaut, nie przegrał ani razu). Walczył również zawodowo. Jego rekord w boksie zawodowym wynosi 10 walk (8 zwycięstw oraz 2 porażki), przy czym potwierdzonych zwycięstw zawodowych zaliczono mu siedem. Jest również zwycięzcą turnieju U.S. Golden Gloves z 1958. Zawodową karierę bokserską zakończył w lipcu 1959.
W 2005 otrzymał tytuł Oklahoma Sports Hero przyznawany przez władze stanu Oklahoma za zasługi dla sportu w tym stanie. Był przewodniczącym Komisji Boksu Zawodowego Oklahomy (Oklahoma Professional Boxing Commission), która reguluje sporty zawodowe takie jak boks zawodowy, wrestling oraz mieszane sztuki walki (MMA) na terenie stanu Oklahoma.

## Tytuły i mistrzostwa
- Cauliflower Alley Club
  - Lou Thesz Award (2007)
- George Tragos/Lou Thesz Professional Wrestling Hall of Fame (wprowadzony w 2000)
- Japan Wrestling Association
  - NWA International Tag Team Championship – z Wilburem Snyderem
- NWA Mid-America
  - NWA United States Tag Team Championship (wersja Mid-America) (1 raz) – z Lesterem Welchem
- NWA Tri-State
  - NWA North American Heavyweight Championship (wersja Tri-State) (3 razy)
  - NWA United States Tag Team Championship (wersja Tri-State) (5 razy) – ze Skandorem Akbarem (2 razy), Lorenzo Parente (1 raz), Lukiem Brownem (1 raz) i Jayem Claytonem (1 raz)
  - NWA World Junior Heavyweight Championship (7 razy)
- Pro Wrestling Illustrated
  - PWI Stanley Weston Award (1996)
- Professional Wrestling Hall of Fame and Museum
  - Professional Wrestling Hall of Fame and Museum (wprowadzony w 2007)
- Wrestling Observer Newsletter
  - Wrestling Observer Newsletter Hall of Fame (wprowadzony w 1996)